# Chondronephthya
Chondronephthya is een geslacht van neteldieren uit de klasse van de Anthozoa (bloemdieren).

## Soort
- Chondronephthya fusca (Wright & Studer, 1889)